# Twintelle
Twintelle (en japonés: ツインテーラ, romanizado: Tsuintēra) es un personaje del videojuego de Nintendo de 2017 Arms de Nintendo Switch. A diferencia de otros personajes jugables en Arms, que luchan usando sus brazos, Twintelle lucha usando su cabello. Se la representa como una mujer fatal y una celebridad. El proceso de diseño para ella fue más complicado que para los demás en Arms, ya que el productor Kosuke Yabuki deseaba consultar a las sucursales americana y europea de Nintendo en un esfuerzo por representar a personas de diferentes orígenes y nacionalidades.
Fue revelada por primera vez en el Nintendo Direct de mayo de 2017, donde rápidamente se convirtió en una favorita de los fanáticos y un personaje negro popular en los videojuegos. Twintelle ha sido objeto de una recepción generalmente positiva desde su presentación, lo que resultó en que fuera el tema del arte de los fanáticos. Yabuki se sorprendió positivamente por su popularidad, lo que llevó a los diseñadores a agregarla a una demostración gratuita de Arms.

## Concepto y creación
Twintelle fue mostrada al público por primera vez durante un Nintendo Direct el 17 de mayo de 2017. Ella es una francesa negra, de piel oscura y grandes coletas plateadas y rosadas. La artista francesa Adeyto fue elegida para prestar su voz. A diferencia de otros luchadores que usan sus brazos, Twintelle pelea usando su cabello. Twintelle es retratada como una femme fatale, una mujer segura de sí misma y atractiva, y una actriz famosa y premiada. Ella, junto con el resto del elenco de Arms, es considerada como protagonista del juego por su productor.
El productor de Arms Kosuke Yabuki describió que pasó más tiempo diseñando a Twintelle que a otros personajes del juego, contrastando su diseño que intencionalmente intentó ser diferente con personajes más sencillos como Ninjara. El concepto inicial solo tenía un detalle decidido, que era un personaje peleando con cabello. El equipo de diseño quería representar diferentes países y orígenes, lo que los llevó a contactar al personal de Nintendo of America y Nintendo of Europe para obtener ideas para un personaje de un origen diferente y proporcionarles bocetos para ayudarlos. Yabuki la diseñó para que tuviera una constitución musculosa. Disfrutó del personaje, creyendo que personajes como Twintelle eran poco comunes en los juegos de Nintendo, y estaba particularmente feliz de haber creado lo que él considera un personaje femenino fuerte.

## Apariciones
Twintelle apareció por primera vez en Arms como un personaje jugable y una de los concursantes del Gran Premio. Twintelle es propietaria de Cinema Deux, que es uno de los escenarios en los que los jugadores pueden luchar entre sí en Arms. Más tarde apareció en el videojuego de 2018 Super Smash Bros. Ultimate como un espíritu, una forma de objeto coleccionable.

## Recepción
Desde su aparición en Arms, Twintelle ha recibido una recepción generalmente positiva, lo que hizo feliz al productor Yabuki, aunque se sorprendió por lo popular que se volvió. Junto con Min Min y Ninjara, Twintelle es considerada a menudo como uno de los personajes de Arms más populares entre los fanáticos. En una encuesta realizada en 2017 por NintendoLife, Twintelle fue clasificada como la número uno por los lectores como su luchadora de Arms favorita. La popularidad de Twintelle llevó a Nintendo a incluirla en el "Global Testpunch" ' de Arms, una demostración temporal gratuita de un videojuego en línea. Los críticos, entre ellos Allegra Frank y Gita Jackson, sugirieron que su popularidad se derivaba en parte de su cabello, su atuendo, su atractivo y su personalidad "tranquila y serena". El escritor Xavier Harding consideró que la cantidad de fanart de Twintelle sugería que ella resultaría ser un personaje popular de Nintendo. El escritor de USgamer Matt Kim la llamó la "estrella de ARMS" y dijo que se había "enamorado" de ella. Los críticos, entre ellos Xavier Harding, Paul Tassi, Brian Shea y Will Greenwald, sugirieron su inclusión en Super Smash Bros. Ultimate.  Cuando Min Min, un personaje de Arms, se agregó a Ultimate como un personaje jugable DLC, los fanáticos de Twintelle se sintieron decepcionados y molestos porque no la agregaron en su lugar.
La recepción hacia su representación como mujer y como persona negra fue mixta. La escritora de Mic, Tanya DePass, no estaba conforme con el diseño de Twintelle y criticó el hecho de que fuera un "personaje femenino de color marrón con el pelo convertido en arma". Comparó la idea del "cabello convertido en arma" con la discriminación en el mundo real contra las personas negras por sus peinados naturales, sugiriendo que el cabello de Twintelle era parte de un problema mayor en los videojuegos con el manejo del cabello de las personas negras. La escritora de Paste Magazine, Shonte Daniels, respondió a este artículo; Daniels consideró que el argumento tenía mérito, pero exclamó que Twintelle la hizo sentir empoderada. Ella sintió que el cabello del personaje deconstruía la idea del "cabello convertido en arma", argumentando que ella "lucha junto a él" en lugar de contra él. Ella comparó a Twintelle con atletas negras como la tenista Serena Williams, quien comentó que antes no le gustaba su cuerpo musculoso, pero con el tiempo llegó a amarlo porque lo había ayudado a alcanzar sus metas. Daniels argumentó que Twintelle tiene un orgullo similar y que hace alarde de su cabello a pesar de las críticas. Daniels continuó nombrándola como uno de los mejores personajes nuevos de videojuegos en 2017.
Alisha Karabinus, profesora adjunta de Escritura y Estudios Digitales en la Grand Valley State University, reconoció que Twintelle tenía elementos problemáticos potenciales, pero consideró que no son problemas insuperables y dijo que el problema clave es la falta de representación y que debería haber más personajes femeninos negros jugables en los videojuegos. La escritora de Nerd Much? Janet García dijo que Twintelle es el personaje con el diseño más original de la generación de Nintendo Switch, y elogió su diseño como "sexualizado y empoderado". Además, comenta que el atractivo sexual de Twintelle funciona en Arms porque los otros personajes femeninos no están sexualizados. Agregó que la historia de Twintelle ayuda a justificar su sexualización y que la hace parecer "ruda". Sin embargo, reconoce que el diseño de femme fatale que incorpora Twintelle se aplica con demasiada frecuencia a las mujeres de color.